# Mörön (eiland)
Mörön is een Zweeds eiland (ön) dat in de loop der tijden vastgegroeid is aan het "vasteland". De omgeving van Mörön stijgt al eeuwen, waardoor vele eilanden inmiddels veranderd zijn in schiereilanden. De contouren van het eiland zijn nog in het landschap zichtbaar. De voormalige scheiding met het vasteland is nu deels een soort wad, bij hoog water komt het onder water te staan. Op het eiland ligt de heuvel Möröberget en het dorp Mörön